# František Kašický
František Kašický (né le 18 novembre 1968 à Gelnica en Tchécoslovaquie), est un homme politique slovaque.
Ministre de la Défense de la Slovaquie du 4 juillet 2006 au 30 janvier 2008.